# Zonguldaki repülőtér
A Zonguldaki repülőtér (IATA: ONQ, ICAO: LTAS) Törökország egyik kisebb jelentőségű nemzetközi repülőtere, amely Çaycuma közelében található. Éves utasforgalma 110 874 fő (2022).

## Légitársaságok és úticélok
2023-ban a Zonguldaki repülőtérről az alábbi járatok indulnak:
| Légitársaság      | Célállomások                      |
| ----------------- | --------------------------------- |
| Corendon Airlines | Szezonális: Köln/Bonn, Düsseldorf |
| SunExpress        | Szezonális: Dortmund, Düsseldorf  |
| Turkish Airlines  | Istanbul                          |

## Futópályák
A repülőtér futópályái:
- 18/36 (2130 m, 30 m, aszfalt)

## Forgalom
Az utasforgalom az elmúlt években az alábbi módon változott:
| Utasok száma | 5142 | 29 754 | 27 711 | 25 742 | 30 722 | 23 086 | 24 861 | 28 837 | 57 932 | 110 874 |
|              | 2009 | 2010   | 2012   | 2013   | 2015   | 2016   | 2018   | 2019   | 2021   | 2022    |